# Jira
Pour Jira, le personnage de la saga Star Wars, voir Liste des personnages encyclopédiques de Star Wars#J.
Jira est un système de suivi des bugs, de gestion des incidents et de gestion de projets développé par Atlassian et publié pour la première fois en 2002. Il propose des solutions à la fois à destination des développeurs et des intervenants non développeurs.

## Histoire
En 2002 l'éditeur australien Atlassian lance la première version de son logiciel Jira à la suite d'une levée de fonds de 210 millions de dollars. Jira n'est pas un acronyme (JIRA) mais une troncation par aphérèse de Gojira (le nom japonais de Godzilla).
En 2021 Atlassian revendique un portefeuille de 65 000 clients pour son outil dont par exemple Airbus ou Michelin, Jira étant considéré comme le produit ayant le plus contribué à la notoriété de l'éditeur,.
En octobre 2021 Google intègre Jira dans sa suite bureautique Google Workspace. Les utilisateurs sont ainsi en mesure de communiquer plus facilement avec l'éditeur et d'obtenir et de suivre de façon interactive l'avancée de leurs tickets. À l'occasion de cette annonce Joe Redfern, chef de produit chez Atlassian, estime qu'il s'agit d'un partenariat qui s'inscrit dans les besoins des utilisateurs en 2021 de disposer d'écosystèmes avec des outils d'interaction transparents et simples. Il note aussi que Trello, autre solution d'Atlassian, a été, depuis sa mise en interaction avec Gmail, utilisée plus de sept millions de fois .

## Fonctionnement
L'outil Jira est destiné aux sociétés désireuses de mettre en place un fonctionnement en méthode agile et facilite le travail des utilisateurs concernés dans leur organisation. Il permet notamment la création et la planification de tâches via un système de rédaction et de gestion des récits utilisateurs.
Le pack Jira Cloud comprend trois solutions :

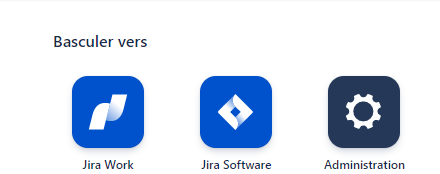
Jira page de démarrage

- Jira Software à destination des équipes de développeurs pour la mise en place de méthode Kanban et d'organisation de type scrum. Il permet le découpage des projets en récits utilisateurs (tâches, composants) et leur affectation aux développeurs.

- Jira Service Management (anciennement Jira Service Desk)[7] pour la gestion des incidents et des délais de résolution. Fonctionnellement l'outil propose un système de ticket numérique, permettant à l'utilisateur déclarant l'incident d'alerter la bonne personne ou le bon service[8].

- Jira Work Management (anciennement Jira Core)[7] est un module destiné aux équipes hors développeurs (dites métiers) pour la gestion des demandes de types accès aux systèmes d'information (obtention de licence pour un utilisateur par exemple) ou l'enregistrement des nouveaux collaborateurs.